# 楊和豐
楊和豐（?—?），五代十国时期云南的大义宁皇帝杨干贞、杨诏的父亲。
929年，大天兴东川节度使杨干贞废皇帝赵善政自立，建大义宁，改元兴圣。今千寻塔珍藏一尊铜像，为杨和丰铜像铭文。高约五十厘米。背面铸楷书三行：追为坦绰杨和丰／称宣德／大王。"，坦绰即南诏清平官。原物今藏云南省博物馆。